# Saint-Georges-de-Noisné
Saint-Georges-de-Noisné è un comune francese di 716 abitanti situato nel dipartimento delle Deux-Sèvres nella regione della Nuova Aquitania.

## Società

### Evoluzione demografica
Abitanti censiti